# Schistochila doriae
Schistochila doriae là một loài rêu tản trong họ Schistochilaceae. Loài này được (De Not.) Trevis. miêu tả khoa học lần đầu tiên năm 1877.